# Tomelilla
Tomelilla er et byområde med 7.262(2023) indbyggere i det sydøstlige Skåne. Byen ligger midt i Østerlen og er hovedby i Tomelilla Kommune, Skåne Län, Sverige. Tomelilla er en by med lange markedstraditioner. Byen er stationsby.
Byen er i Danmark kendt som hjembyen for Far Lasse og hans søn Pelle, fra romanen "Pelle Erobreren".
Det er også herfra sanger Anders Glenmark kommer fra.